# Rhodochorton
Rhodochorton là một chi tảo có dạng sợi của tảo đỏ có thể thích nghi với cường độ ánh sáng yếu. Nó có thể tạo thành búi, cao 5 mi-li-mét. Những sợi của nó thì hiếm khi phân nhánh, thường thì trên đỉnh.

## Hình thái học
Nhiềuu loài trong chi Rhodochorton có bào tử không bền nhưng thay vào đó thì mạng cơ sở của những sợi tảo thì đóng vai trò như một nơi để chúng bám vào. Và tất cả các loài trong chi này đều có bộ phân trên, thường thì nó có dạng đĩa hoặc là sợi thẳng đứng, mỏng.

## Sinh thái học
Nơi sống của loài này là trên bề mặt đá, sống biểu sinh trên những loài tảo bẹ như Laminaria hyperborea  It typically grows in the shadow of these larger algae, in the intertidal zone,. Đặc trưng của nó là sống trong bóng của những loài tảo lớn hơn và trong vùng thủy triều lên xuống. Nhờ vào sự thích nghi với cường độ ánh sáng yếu nên chúng có thể phát triển cả trong những hang động.
Chúng sinh sản vào mùa đông, tất cả các loài trong chi này đều là loài sống ở biển, chỉ trừ loài R. investiens thì sống trong nước ngọt.

## Sinh sản
Rhodochorton investiens cho thấy sự tương đồng về vòng đời của chúng với tảo đỏ.
Trong Carposporophyte, một tinh tử kết hợp với một trichogyne (một sợi dài trên bộ phân sinh dục cái), sau đó chúng phân chia thành carposporangia (sản xuất bảo tử quả). Từ đó, nó sinh ra thể giao tử rồi từ thể giao tử lại tạo ra thể bào tử.
Bào tử của thể bào tử sản xuất ra các tetrasporophyte. Bào tử mono được sản xuất từ giai đoạn phát triển này ngay mà không nghỉ để tạo ra bản sao của bố mẹ. Các tetrasporophyte có lẽ cũng sản xuất một bào tử quả, rồi lại hình thành thêm tetrasporophyte.
Thể giao tử có lẽ tái tạo việc sử dụng bào từ mono, nhưng nó sản xuất tinh trùng trong spermatangia và "trứng" ở carpogonium.